# Veles e Vents

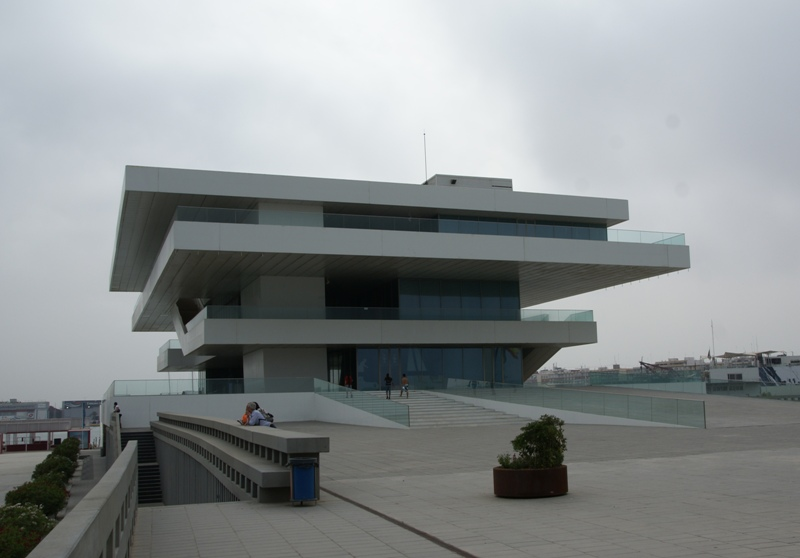
Veles e Vents w Walencji

Veles e Vents (znany także jako America's Cup Building) - budynek zlokalizowany w Walencji, zaprojektowany przez brytyjskiego architekta David Chipperfield. Otwarty w maju 2006 roku.
Budynek wygrał liczne nagrody, m.in. 2006 Emirates Glass LEAF Award oraz RIBA European Award w 2007 roku. Został także nominowany do Stirling Prize w 2007 roku.